# Тютюкін Станіслав Васильович
Станіслав Васильович Тютюкін (29 вересня 1935, Москва - 25 жовтня 2019, Москва) - російський історик, історіограф; доктор історичних наук (1983), професор (2006), головний науковий співпрацівник Інституту російської історії РАН; є автором та співавтором 38 монографій і підручників.

## Біографія
Походить зі сім'ї службовців. У 1958 році закінчив історичний факультет МДУ та почав працювати в секторі історії Росії ХІХ - поч. ХХ стор. Інституту історії. 1967 року захистив кандидатську, 1983 - докторську дисертації. У 1995 - 2007 р.р. очолював редколегію авторитетного часопису "Отечественная история". Член Наукової ради Музею сучасної історії.

## Наукова діяльність
Сферою дослідницьких зацікавлень С. В. Тютюкіна є історія суспільної думки, історія радикальних партій, історія російських революцій, історія соціалістичного руху в Російській імперії, історіографія. Також  писав про Г. В. Плєханова, О. Ф. Керенського, Ю. О. Мартова, В. І. Леніна та інших.
С. В. Тютюкін є автором 220 наукових публікацій, в тому числі 33 індивідуальних та колективних монографій, а також 5 підручників.
Праці С. В. Тютюкіна перекладено на англійську, французьку, німецьку, іспанську, португальську, італійську, арабську та чеську мови. Загальний наклад усіх творів історика - понад 2 000 000 екземплярів.
Першу монографію Тютюкіна "Війна, мир, революція" було піддано партійній критиці за недостатню "марксистську ортодоксальність". На думку авторитетних спеціалістів, у книзі було вперше зроблено спробу відійти від усталених в радянській історіографії догм відносно меншевізму та дати більш адекватну оцінку історичним подіям і діячам

## Головні твори

### Книги
- Гапоненко Л. С., Деренковский Г. М., Тютюкин С. В. Борьба большевиков за армию в трех революциях. — М.: Политиздат, 1969.
- Тютюкин С. В. Война, мир, революция. Идейная борьба в рабочем движении в России. 1914—1917 гг. — М.: Мысль, 1972.
- Тютюкин С. В. Первая российская революция и Г. В. Плеханов: из истории идейной борьбы в рабочем движении России в 1905—1907 гг. — М.: Наука, 1981. — 334 с.
- Тютюкин С. В. Июльский политический кризис 1906 г. в России. — М.: Наука, 1991. — 232 с. — ISBN 5-02-008566-9
- Тютюкин С. В., Шелохаев В. В. Марксисты и русская революция. — М.: Российская политическая энциклопедия, 1996. — 240 с. — ISBN 5-86004-041-5 Плеханов: судьба русского марксиста Тютюкин С. В. Г. В. Плеханов. Судьба русского марксиста. — М.: Российская политическая энциклопедия (РОССПЭН), 1997. — 376 с. — ISBN 5‒86004‒111-X
- Тютюкин С. В. Меньшевизм: страницы истории. — М.: РОССПЭН, 2002. — 560 с. — ISBN 5-8243-0310-X
- Тютюкин С. В. Десять лет в журнале «Отечественная история». — М.: Собрание, 2005. — 432 с. — ISBN 5-9606-0013-7
- Тютюкин С. В. Александр Керенский. Страницы политической биографии (1905—1917 гг.). — М.: Российская политическая энциклопедия (РОССПЭН), 2012. — 309 с. — ISBN 978-5-8243-1688-9

### Статті
- Тютюкин С. В. Ленинские рефераты о войне (осень 1914 г.) // История СССР. — 1967. — № 2. — С. 29—42.
- Корелин А. П., Тютюкин С. В. Социальные предпосылки Великого Октября // Вопросы истории. — 1977. — № 10. — С. 20—40.
- Деренковский Г. М., Тютюкин С. В. К вопросу об использовании опыта Первой русской революции в период подготовки Октября // История СССР. — 1977. — № 5. — С. 105—119.
- Тютюкин С. В., Шелохаев В. В. Разоблачение кадетов в большевистских листовках 1906‒1907 годов // История СССР. — 1980. — № 1. — С. 74—88.
- Корелин А. П., Тютюкин С. В. Революционная ситуация начала XX в. в России // Вопросы истории. — 1980. — № 10.
- Тютюкин С. В., Кирьянов Ю. И. Создание боевого авангарда российского пролетариата // История СССР. — 1983. — № 4. — С. 31—50.
- Иоффе Г. З., Тютюкин С. В. Меньшевики // Наука и жизнь. — 1990. — № 11. — С. 80—88.
- Тютюкин С. В., Шелохаев В. В. Революция и нравственность // Вопросы истории. — 1990. — № 6. — С. 3—20.
- Тютюкин С. В. Л. Д. Троцкий в годы первой российской революции // История СССР. — 1991. — № 3. — С. 83—99.
- Тютюкин С. В. Политическая драма Г. В. Плеханова // Новая и новейшая история. — 1994. — № 1. — С. 124‒163.
- Савельев Л. Ю., Тютюкин С. В. Юлий Осипович Мартов (1873—1923): человек и политик // Новая и новейшая история. — 1995. — № 4, 5.
- Тютюкин С. В. Первая российская революция в отечественной историографии 90-х годов // Отечественная история. — 1996. — № 4. — С. 72—85.
- Тютюкин С. В. Современная отечественная историография РСДРП // Отечественная история. — 1998. — № 6. — С. 54—64.
- Тютюкин С. В. Первая революция в России: взгляд через столетие // Отечественная история. — 2004. — № 6. — С. 126—141.
- Тютюкин С. В. Граф Николай Шереметев и крепостная актриса Прасковья Королева-Жемчугова // Отечественная история. — 2006. — № 3. — С. 153—161.
- Орлов Б. С., Тютюкин С. В. Г. В. Плеханов и современная Россия // Отечественная история. — 2006. — № 6. — С. 180—191.